# Berridale
Berridale är en ort i Australien. Den ligger i kommunen Snowy River och delstaten New South Wales, i den sydöstra delen av landet, omkring 350 kilometer sydväst om delstatshuvudstaden Sydney. Antalet invånare är 1 414.
Runt Berridale är det mycket glesbefolkat, med 3 invånare per kvadratkilometer.. Närmaste större samhälle är Jindabyne, omkring 19 kilometer väster om Berridale. 
Trakten runt Berridale består i huvudsak av gräsmarker. Genomsnittlig årsnederbörd är 1 117 millimeter. Den regnigaste månaden är februari, med i genomsnitt 168 mm nederbörd, och den torraste är juli, med 51 mm nederbörd.